# フリソデエビ
フリソデエビ（Hymenocera picta）は、コエビ下目に属するエビの一種。太平洋とインド洋のサンゴ礁に生息する。通常はフリソデエビ属 Hymenocera には1種のみを認めるが、2種に分ける場合もある。
第二胸脚が発達し、和服の振袖のように見えることからその名がついた。

## 形態
全長2-5cm。雄は雌より少し小さい。第一触角と、第二胸脚の不動指が葉状に大きく拡大することが特徴である。
体は乳白色から白。中央から東太平洋に生息する個体は、黄色い縁のある紫のかった斑点を持ち、インド太平洋に生息する個体は、青い縁のある褐色のかった斑点を持つ。前者をH. picta 、後者をH. elegans として2種に分ける場合もある。

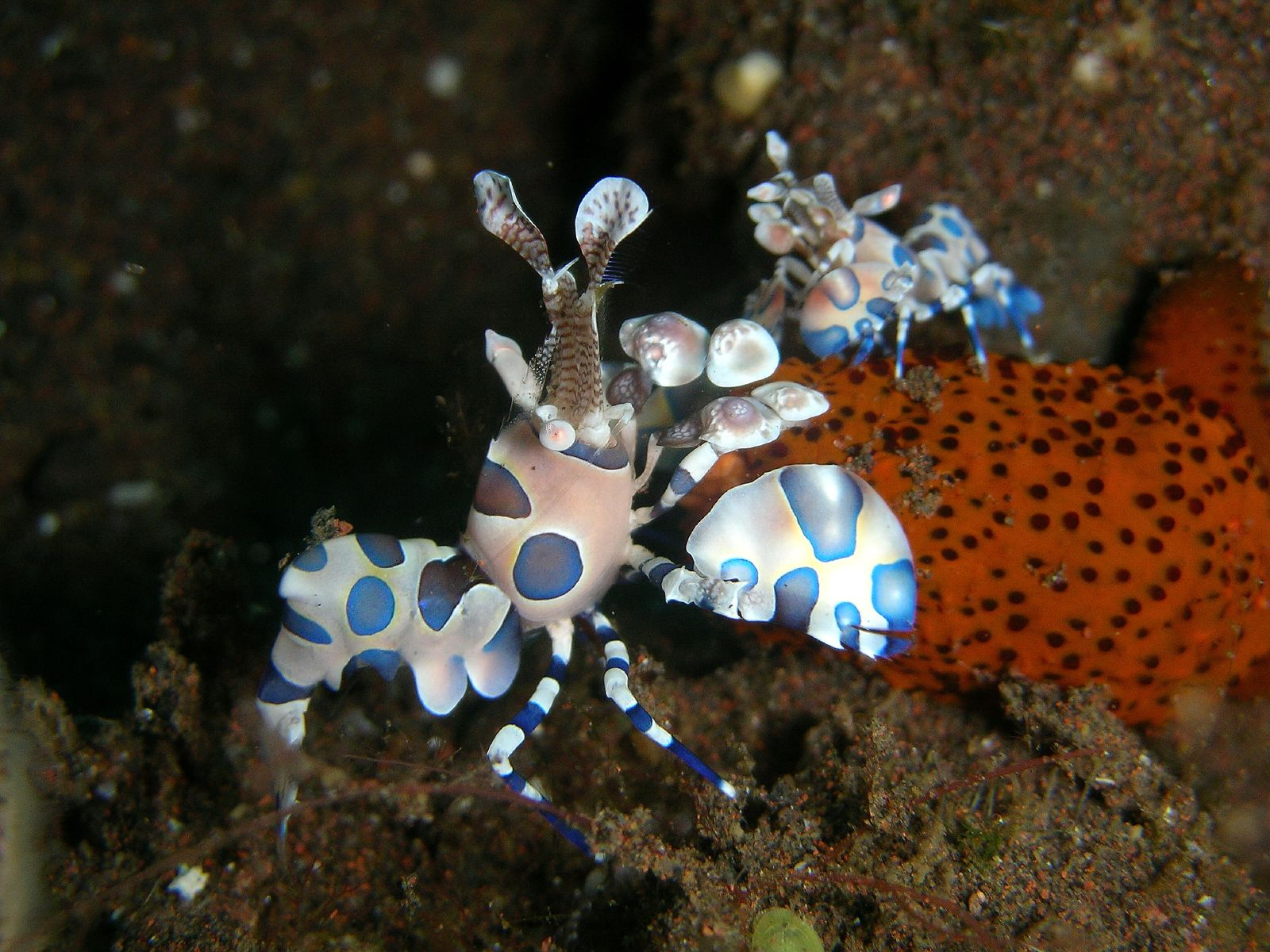
雌雄で狩りを行う。
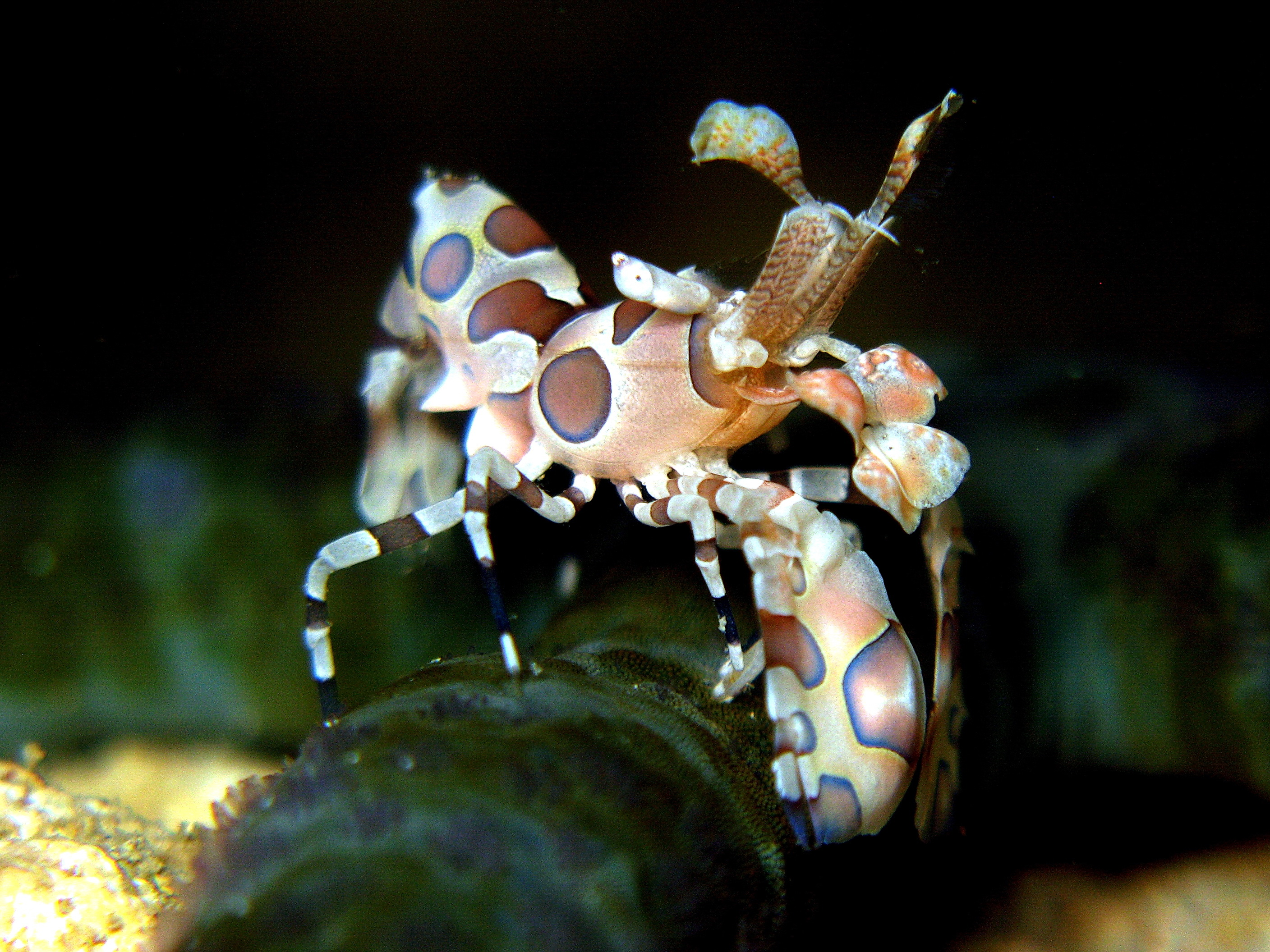
インド太平洋産の個体
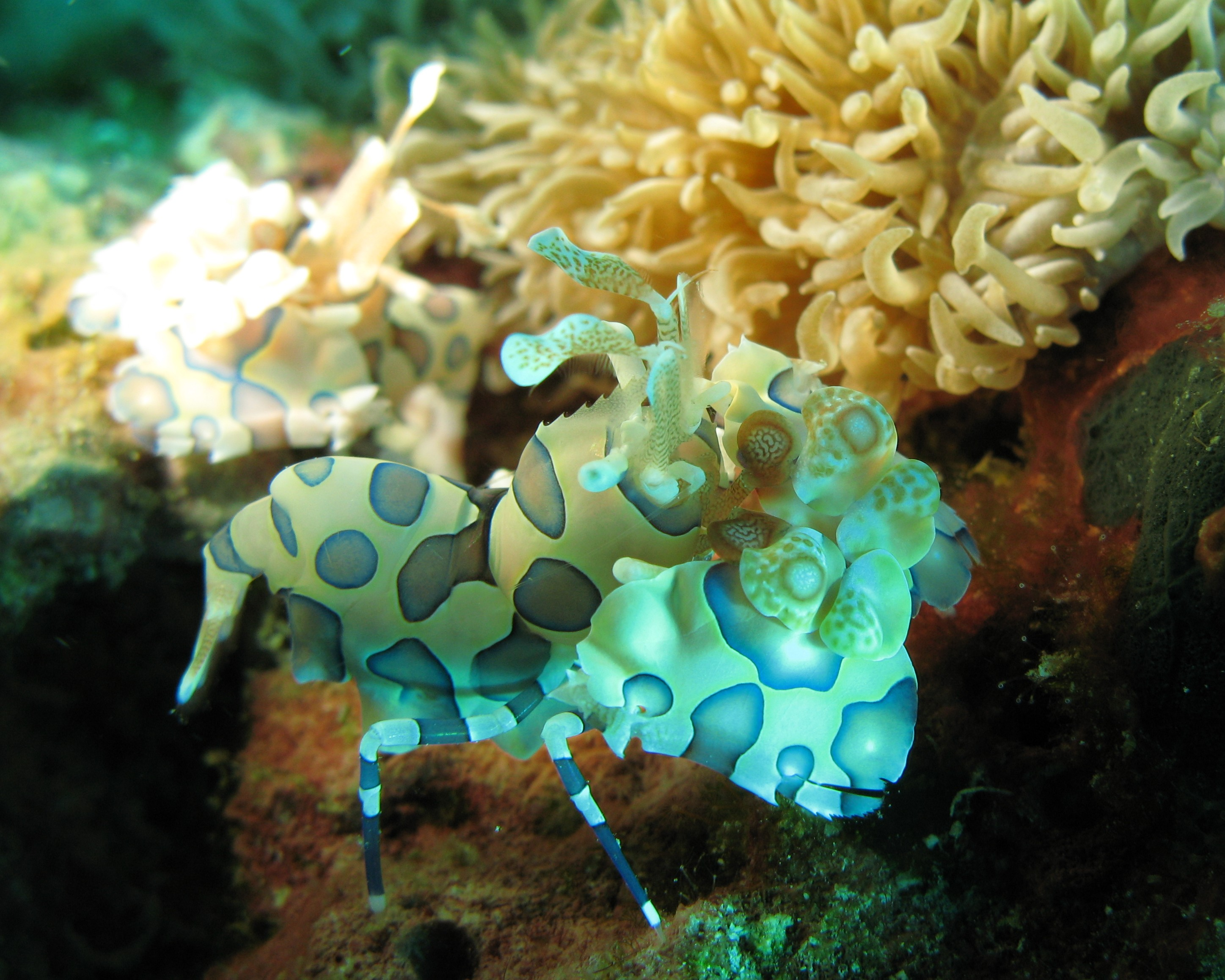
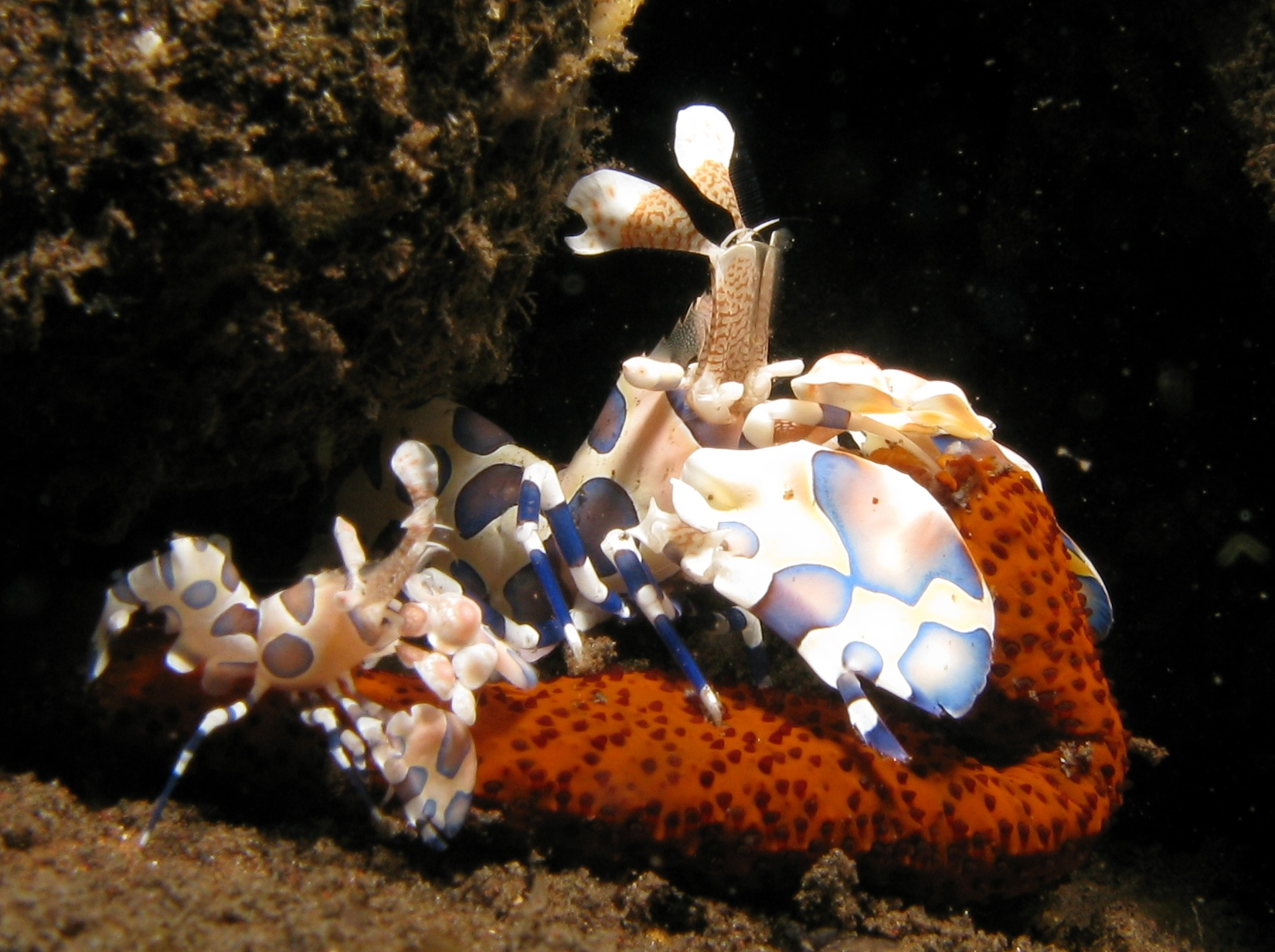

## 生態
水深1-20mで見られる。体色は警戒色だと考えられているが、毒を持つことは知られていない。一夫一妻制であり、縄張りを持つ。交尾は雌の脱皮後に行われ、雌は100-5,000個の卵を産み、孵化まで保護する。

### 摂餌
ヒトデを専食する。小型で移動性の低いヒトデを好むが、通常はそれだけでは足りないため、オニヒトデのような大型のヒトデも襲う。オニヒトデの天敵として、本種をサンゴ礁の保護に用いることも考えられている。また、稀にウニも食べることが知られている。
本種は獲物としてアオヒトデを好むと考えられており、水槽内でこの種を用いた実験により狩りの様子が調べられている。狩りは雌雄のペアで行われる。まず、小型で素早い雄が獲物を発見し、ヒトデを裏返しやすくするために縁の管足を切り離す。雌がこれに加わってヒトデが裏返されると、第一胸脚にある小さく鋭い鋏脚を用いて外皮を切り裂き、体内の管足や生殖巣を引きずり出して食べる。